# عیسی ناصری (بازیکن والیبال)
سید عیسی ناصری چناری (زاده ۲۰ بهمن ۱۳۷۹، بابل) بازیکن والیبال ایرانی است که در پست مدافع میانی برای تیم ملی ایران و باشگاه پیکان تهران بازی می‌کند.  